# Skoda-Kauba Sk 257
O Škoda-Kauba Sk 257 foi um avião de caça construído para servir de aeronave de instrução. Desenvolvido na Checoslovaquia pela Skoda-Kauba, foi usado pela Luftwaffe durante a Segunda Guerra Mundial. Apesar de ter entrado em produção, só foram produzidas 9 unidades, e nunca foi muito usado pela Luftwaffe.